# Jorge García Isaza
Jorge García Isaza CM (ur. 2 lipca 1928 w Manizales, zm. 16 sierpnia 2016) – kolumbijski duchowny katolicki, biskup, prefekt apostolski Tierradentro 1989-2000 i wikariusz apostolski Tierradentro w latach 2000-2003.

## Życiorys
Święcenia kapłańskie otrzymał 14 lutego 1954.
5 maja 1989 mianowany prefektem apostolskim Tierradentro. 17 lutego 2000 papież Jan Paweł II mianował go wikariuszem apostolskim Tierradentro ze stolicą tytularną Budua. 26 marca tego samego roku z rąk biskupa Germána Garcii Isazy przyjął sakrę biskupią. 25 kwietnia 2003 ze względu na wiek złożył rezygnację z zajmowanej funkcji.
Zmarł 16 sierpnia 2016.